# قنات ارونه
قنات ارونه در اردستان، خیابان امام خمینی، پارک ملت، جنب شهرداری واقع شده و این اثر در تاریخ ۱۰ خرداد ۱۳۸۲ با شمارهٔ ثبت ۹۰۵۷ به‌عنوان یکی از آثار ملی ایران به ثبت رسیده است.
قنات ارونه از قنات‌های معروف استان اصفهان قنات ارونه شهر اردستان است که در واقع یک نهر پرآب زیر زمینی می‌باشد. این قنات متعلق به قرون بسیار دور و قبل از اسلام می‌باشد که بیش از یکهزار سال قبل از اسلام حفر گردیده و جزو آثار باستانی ایران به شمار می‌رود. مدتی که محققان و پژوهشگران برای عمر این قنات تخمین زده‌اند کمتر از دو هزار و پانصد سال نیست. این قنات در نظر اصطخری جغرافیدان قرن چهارم هجری «قناتی بسیار بزرگ و شگفت» آمده است.
جگسون نیز دربارهٔ آن می‌نویسد «از قناتهای شگفتی است که هنوز باقی مانده است. مورخین احداث این قنات را به «اروند شاه بن کی پشن بن کیقباد بن زاب بن نوذران بن منوش بن نوذر بن منوچهر» نسبت داده‌اند نام اروند شاه در تاریخ داستانی ایران قبل از اسلام آنهم یکبار برای پدر لهراسب شاه به این ترتیب «لهراسب شاه بن اروند شاه بن کی پشن بن کیقباد» آمده است و بهمن پسر اسفندیار از این خانواده، آتشکده مهر اردشیر را در اردستان ساخته است. تقسیم آب قنات ارونه مبنای بسیار قدیمی دارد و از زمانهای گذشته شروع شده و مطمئناً مربوط به پیش از اسلام و شاید قبل از تاریخ است و همچنان ادامه داشته، تا اینکه در دوره هلاکوخان مغول، خواجه نصیرالدین طوسی ان را «فرزه بندی» کرده است هنگامی که خواجه نصیر الدین طوسی به همراه هلاکوخان مغول نوه چنگیز خان وارد اردستان شد به دلیل اختلافی که بین مردم اردستان بر سر تقسیم آب قنات ارونه بوده آب آنرا به بیست سهم و نصف سهم تقسیم کرد. این تقسیم را بعضی نیز به شیخ بهائی نسبت می‌دهند.